# Friedrich Engelhardt
Friedrich Karl Engelhardt (* 6. Mai 1913 in Mülheim an der Ruhr; † 30. März 1994 in Hamburg) war ein deutscher Chemiker und Mitnamensgeber der Kölbel-Engelhardt-Synthese.

## Leben und Wirken
Nach dem Abitur am Städtischen Gymnasium in Mülheim an der Ruhr und einem dreijährigen Praktikum am Kaiser-Wilhelm-Institut für Kohlenforschung, dem heutigen Max-Planck-Institut für Kohlenforschung, nahm Friedrich Engelhardt 1936 ein Chemiestudium in Köln auf, das er 1943 in Leipzig mit dem Diplom abschloss. Er trat dann eine Stelle in der Forschungsabteilung der Rheinpreußen AG in Homberg an, wo er als Mitarbeiter von Herbert Kölbel an der Synthese von Benzin arbeitete. Gemeinsam mit Kölbel, den er aus seiner Zeit am Mülheimer Kohlenforschungsinstitut kannte, entwickelte er 1951 die Kölbel-Engelhardt-Synthese, eine Weiterentwicklung der Fischer-Tropsch-Synthese. Dieses Verfahren, das Eisen statt Kobalt als Katalysator und Wasserdampf statt Wasserstoff vorsieht, reduzierte die Herstellungskosten von synthetischem Benzin und bedeutete einen entscheidenden Fortschritt bei der Entwicklung von synthetischen Erdölprodukten.

## Quelle
- Mülheimer Morgenpost vom 2. Oktober 1951

| Personendaten    | Personendaten                                                        |
| ---------------- | -------------------------------------------------------------------- |
| NAME             | Engelhardt, Friedrich                                                |
| ALTERNATIVNAMEN  | Engelhardt, Friedrich Karl (vollständiger Name)                      |
| KURZBESCHREIBUNG | deutscher Chemiker und Mitherausgeber der Kölbel-Engelhardt-Synthese |
| GEBURTSDATUM     | 6. Mai 1913                                                          |
| GEBURTSORT       | Mülheim an der Ruhr                                                  |
| STERBEDATUM      | 30. März 1994                                                        |
| STERBEORT        | Hamburg                                                              |